# Voltaplein
Het Voltaplein is een plein in Amsterdam-Oost.

## Geschiedenis en ligging
Het rechthoekige plein werd rond 1930 aangelegd op de gronden die de gemeente Amsterdam in 1921 in bezit kreeg na de gemeente Watergraafsmeer te hebben geannexeerd. Ze kreeg 23 december 1927 samen met de Voltastraat haar naam, een vernoeming naar wetenschapper Alessandro Volta, naamgever van de eenheid van spanning volt. Meerdere straten in de buurt werden vernoemd naar wetenschappers. Het plein heeft vier aan- en afvoerroutes in de Galvanistraat (vernoemd naar Luigi Galvani), Ampèrestraat (André-Marie Ampère), Voltastraat en Faradaystraat (Michael Faraday).
Het Voltaplein kent een rechthoekige indeling van perkjes en paden. De omgeving staat bekend als tuindorp Middenmeer.

## Gebouwen
De oneven huisnummers bevinden zich aan de noordzijde van het plein en lopen op van 1 tot en met 57 (23 en 25 ontbreken). De even huisnummers liggen aan de zuidzijde en liggen tussen 2 en 58. De bebouwing vond plaats in het begin jaren dertig. Ze zijn meest opgetrokken in de late stijl van de Amsterdamse School. Architecten als Jop van Epen, Arend Jan Westerman, Lau Peters en Johannes Martinus van Hardeveld hebben hier hun sporen achtergelaten met allemaal kleine bouwblokjes. Van Epen kwam hier na de oplevering zelf even kijken en fotograferen.

## Beeld
Midden in het plantsoen staat het abstracte kunstwerk Twee bolvormen van Lajos Ratkai uit 1971. Het bestaat uit een betonnen sokkel met daarop twee verwrongen bolvormen op een gedraaide voet. De kijker moet zelf beslissen wat hij/zij er in ziet.

## Afbeeldingen

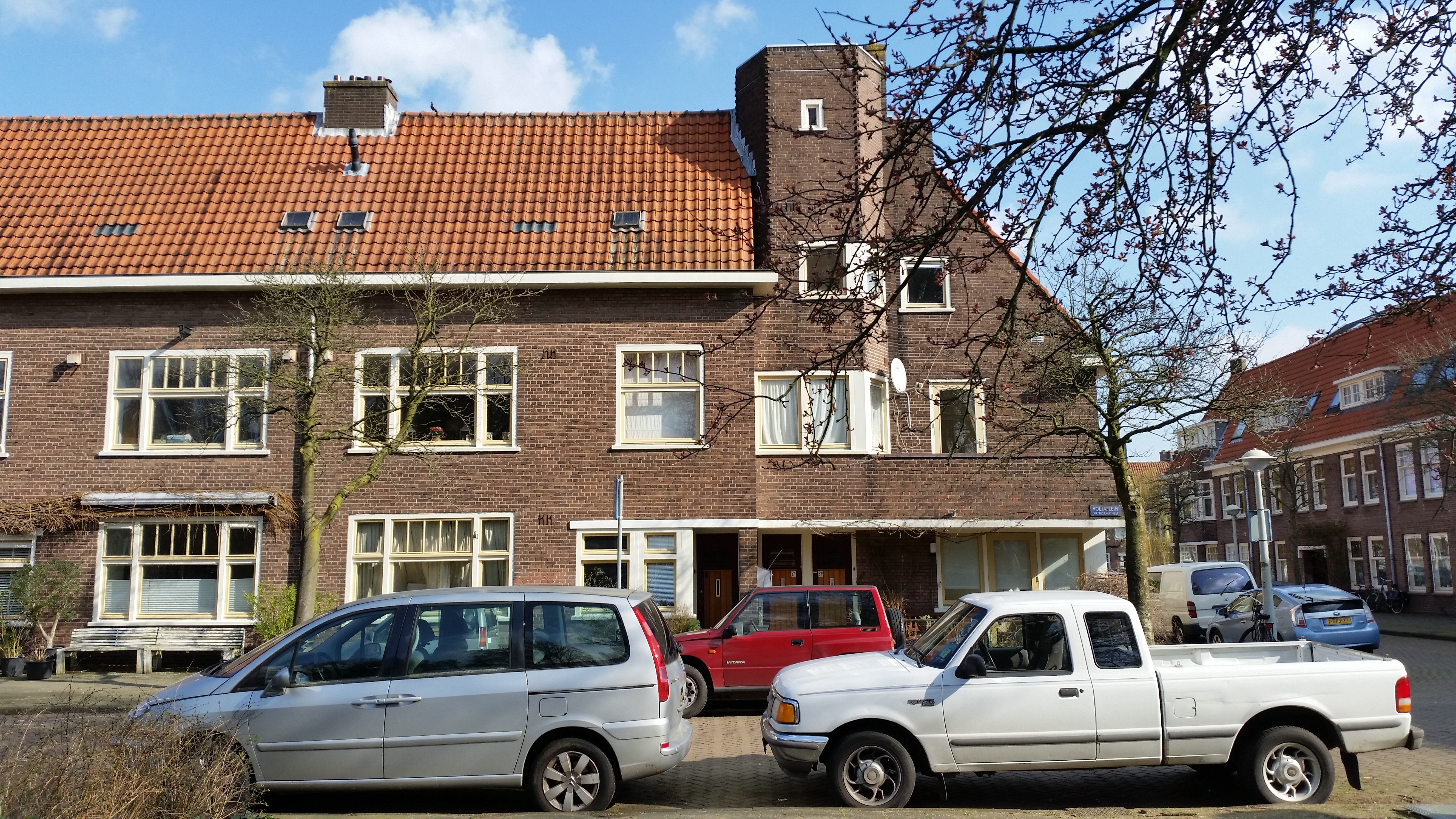
Voltaplein 55-57 van Jop van Epen (maart 2020)
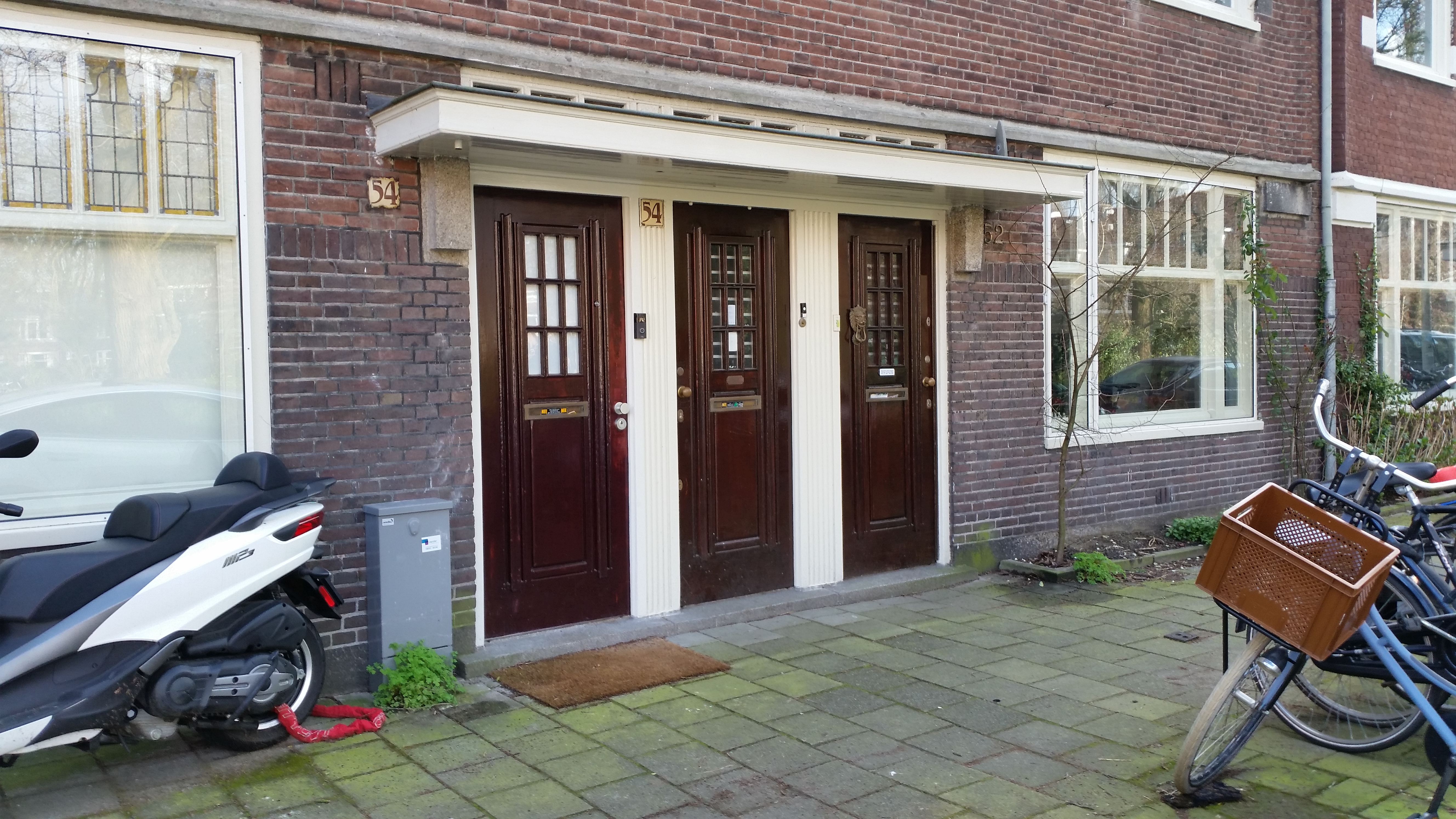
Portiek van nummer 54 (maart 2020)
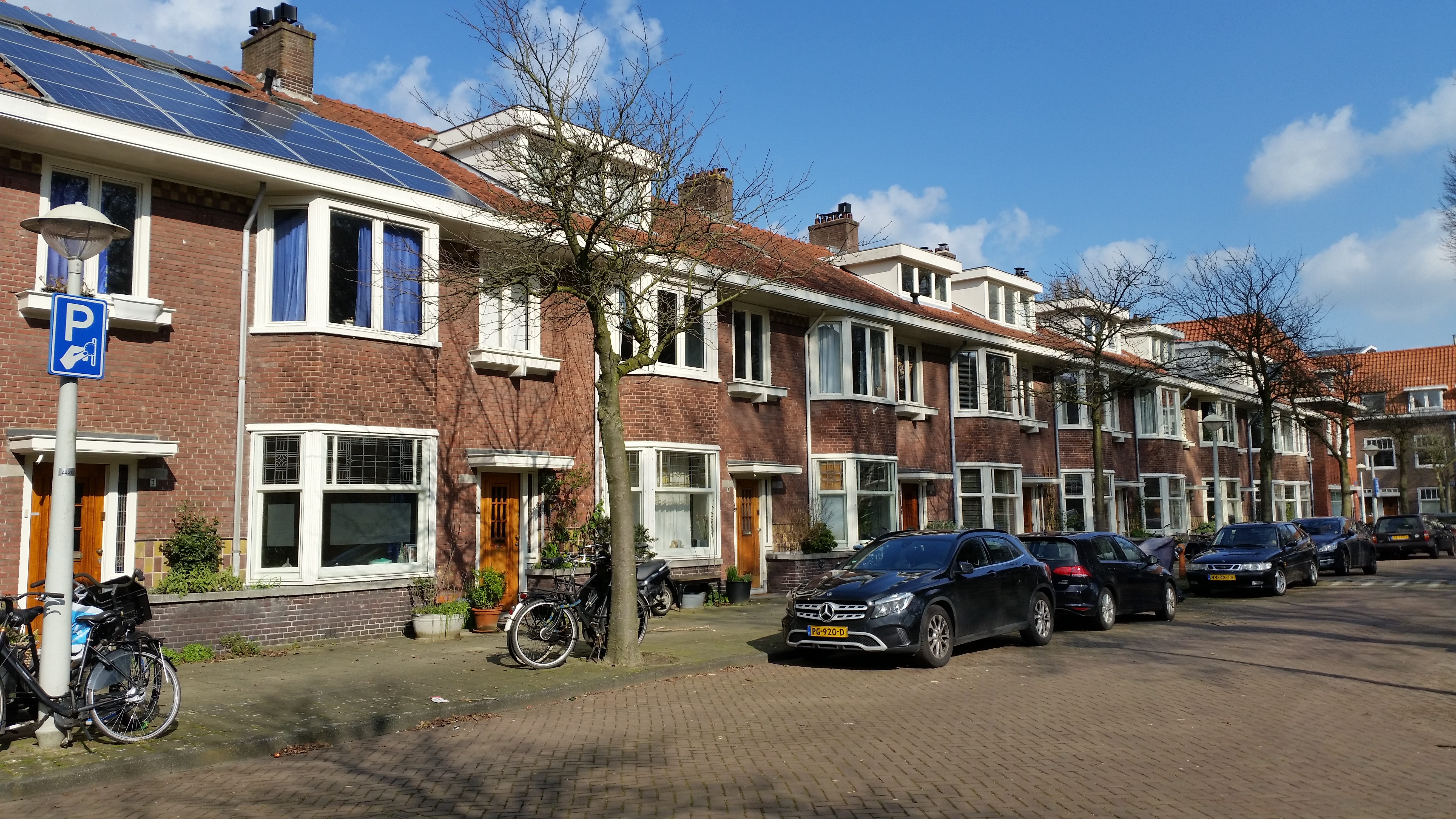
Oneven gevelwand 1-21 (maart 2020)
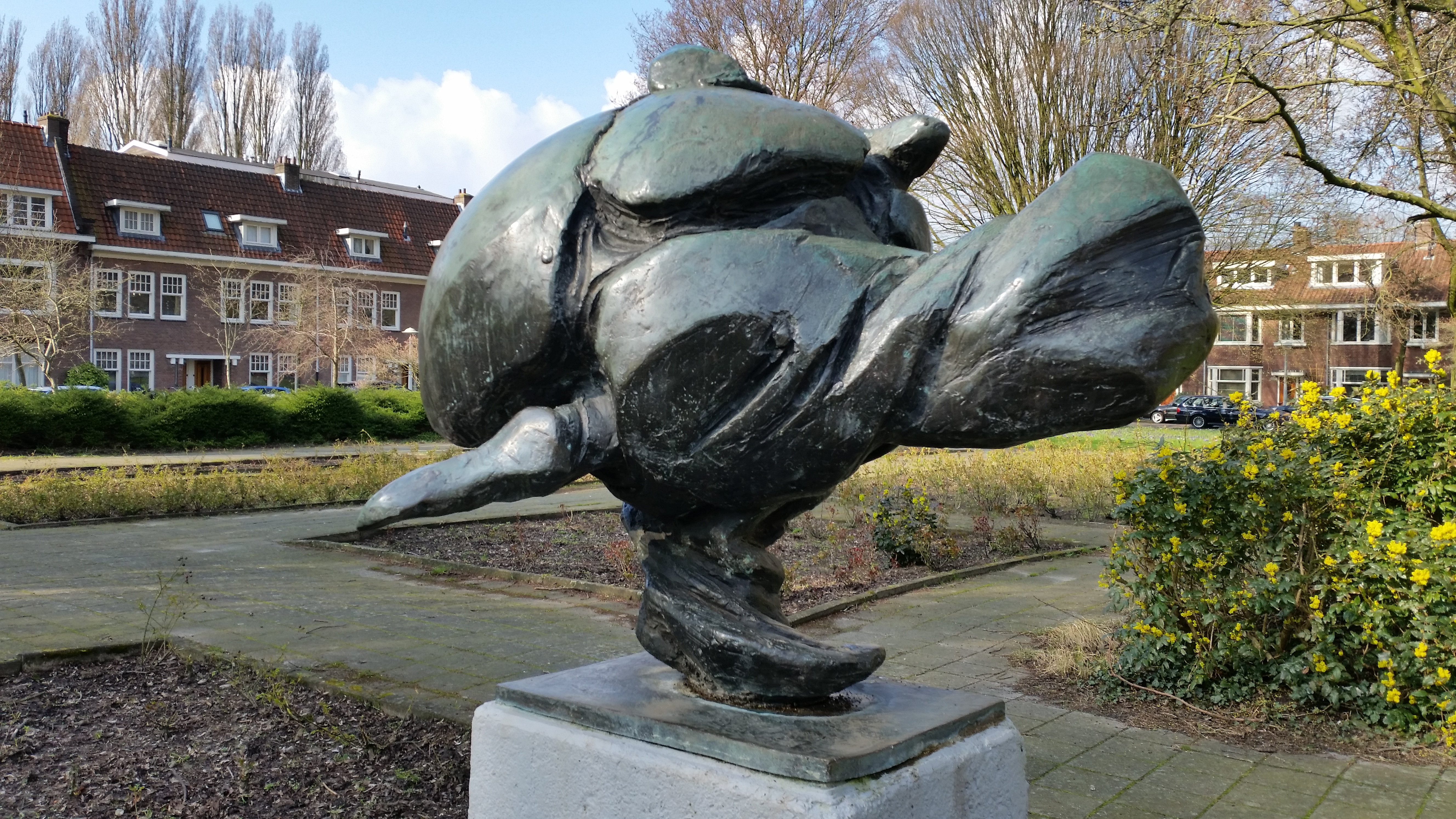
Twee bolvormen (maart 2020)
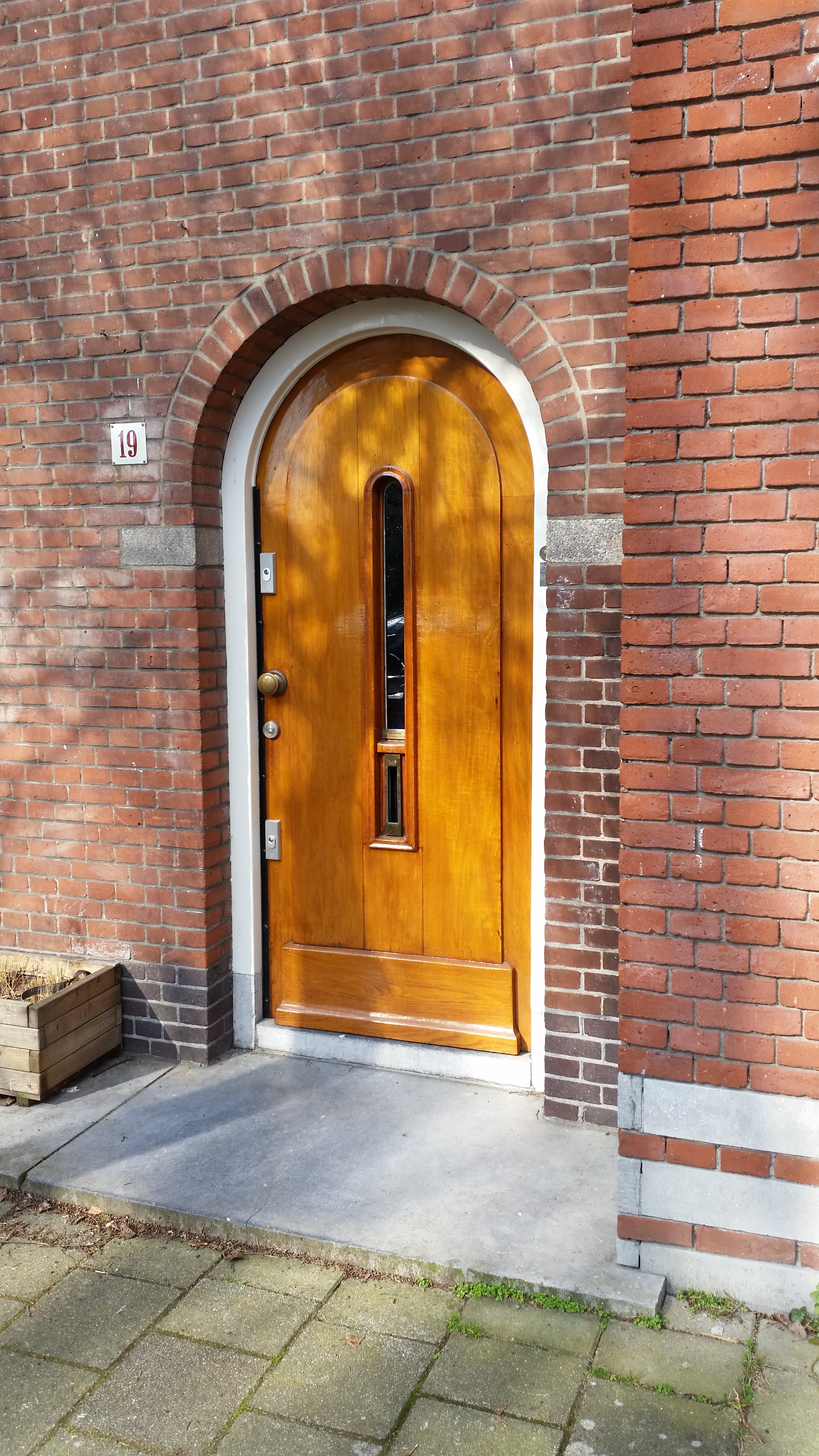
Deur onder boog op nummer 19 (maart 2020)